# Mahunkacoccus mexicoensis
Mahunkacoccus mexicoensis är en insektsart som beskrevs av Kozar och Konczne Benedicty 2000. Mahunkacoccus mexicoensis ingår i släktet Mahunkacoccus och familjen Carayonemidae. Inga underarter finns listade i Catalogue of Life.